# Rajhrad (odbočka)
Rajhrad (nebo též Odb Rajhrad) je odbočka, která se nachází v km 131,100 dvoukolejné železniční trati Břeclav–Brno mezi stanicemi Hrušovany u Brna a Modřice. Účelem odbočky je zvýšení propustnosti trati, která je velmi zatížena příměstskou i dálkovou dopravou. Odbočka se nachází v katastrálním území Holasice v okrese Brno-venkov.

## Historie
V Rajhradě původně byla železniční stanice, ale v rámci přípravy modernizace I. koridoru v závěru 20. století bylo rozhodnuto o jejím zrušení z důvodu dostatečné kapacity trati i bez její existence. Provoz stanice byl ukončen 29. března 2000 a v jejím místě začala fungovat stejnojmenná zastávka. Vznikl tak mezistaniční úsek Hrušovany u Brna – Modřice dlouhý 11,2 km (vzdálenost nádražních budov).
Rostoucí rozsah především regionální a dálkové dopravy pak vedl k rozhodnutí o výstavbě odbočky Rajhrad nedaleko stejnojmenné zastávky (a někdejší stanice), která proběhla v roce 2021. Celá stavba vedle vložení čtyř výhybek odbočky zahrnovala také zřízení zabezpečovacího zařízení odbočky, rekonstrukci trati v délce 870 metrů, výstavbu nového silničního nadjezdu a opravu železničního mostu. Odbočka byla aktivována 31. srpna 2021.

## Popis odbočky
Odbočka je vybavena elektronickým stavědlem ESA 44. Odbočka je trvale neobsazena (místní ovládání není možné) a je dálkově ovládána z CDP Přerov, případně z pracoviště pohotovostního výpravčího v Brně-Horních Heršpicích, nebo ze stanice Hrušovany u Brna. V nouzových případech může výhybky přestavovat ručně staniční dozorce nebo pohotovostní výpravčí, který na místo dorazí. V místě odbočky je postavena stavědlová ústředna bez obsluhy.
V odbočce jsou celkem čtyři výhybky ve dvou spojkách mezi traťovými kolejemi. Výhybky jsou vybaveny elektromotorickými přestavníky a elektrickým ohřevem. Ve směru od Hrušovan u Brna je odbočka kryta vjezdovými návěstidly 1L a 2L v km 130,713, z opačného směru pak 1S a 2S v km 131,404. Jízdy vlaků v přilehlých traťových úsecích jsou zabezpečeny obousměrným tříznakým automatickým blokem ABE-1 s kolejovými obvody.